# Kato Yasuaki
Yasuaki Kato (sinh ngày 10 tháng 4 năm 1976) là một cầu thủ bóng đá người Nhật Bản.

## Sự nghiệp câu lạc bộ
Yasuaki Kato đã từng chơi cho Nagoya Grampus Eight.

## Thống kê câu lạc bộ

### J.League
| Đội                  | Năm       | J.League | J.League | J.League Cup | J.League Cup | Tổng cộng | Tổng cộng |
| Đội                  | Năm       | Trận     | Bàn      | Trận         | Bàn          | Trận      | Bàn       |
| -------------------- | --------- | -------- | -------- | ------------ | ------------ | --------- | --------- |
| Nagoya Grampus Eight | 1995      | 5        | 0        | -            | -            | 5         | 0         |
| 1996                 | 1         | 0        | 3        | 0            | 4            | 0         |           |
| 1997                 | 0         | 0        | 0        | 0            | 0            | 0         |           |
| Tổng cộng            | Tổng cộng | 6        | 0        | 3            | 0            | 9         | 0         |